# Enter the Chicken
Enter the Chicken je čtrnáctým studiovým albem kytaristy Buckethead. Album vyšlo 25. října 2005 u nakladatelství Serjical Strike. Album celkem obsahuje 11 písní, na kterých se podíleli umělci jako Saul Williams, Maximum Bob, Efrem Schulz nebo Serj Tankian.

## Seznam skladeb
1. "Intro"
2. "We Are One" (featuring Serj Tankian)
3. "Botnus" (featuring Efrem Schulz)
4. "Three Fingers" (featuring Saul Williams)
5. "Running from the Light" (featuring Gigi and Maura Davis)
6. "Coma" (featuring Azam Ali and Serj Tankian)
7. "Waiting Hare" (featuring Shana Halligan and Serj Tankian)
8. "Interlude" (performed by Donald Conviser)
9. "Funbus" (featuring Dirk Rogers and Keith Aazami)
10. "The Hand" (featuring Maximum Bob and Ani Maldjian)
11. "Nottingham Lace"